# Barbonville
Barbonville é uma comuna francesa na região administrativa de Grande Leste, no departamento de Meurthe-et-Moselle. Estende-se por uma área de 10,81 km². Em 2010 a comuna tinha 442 habitantes (densidade: 40,9 hab./km²).